# Sven-Bernhard Fast

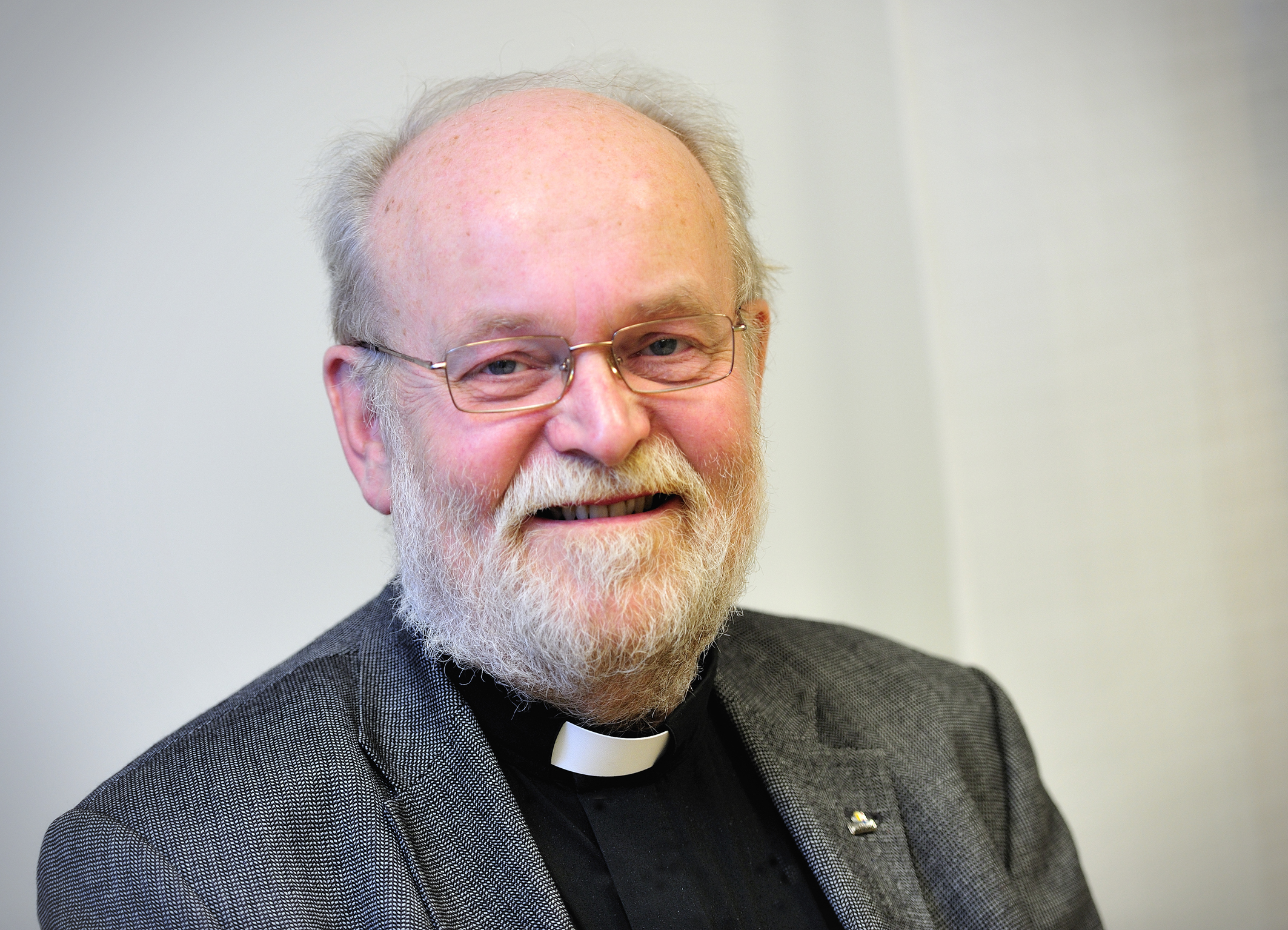
Sven-Bernhard Fast (2011)

Bischofswappen von Sven-Bernhard Fast

Sven-Bernhard Fast (* 30. Mai 1951) ist ein emeritierter schwedischer lutherischer Bischof. Er leitete von 2011 bis 2018 das Bistum Visby.

## Leben
Fast studierte lutherische Theologie und Philosophie. Er wurde 1973 für das Bistum Luleå ordiniert. Von 2003 bis zu seiner Wahl als Bischof 2011 war Sven-Bernhard Fast Generalsekretär des Sveriges Kristna Råd.
Im März 2011 wurde Sven-Bernhard Fast als Nachfolger von Lennart Koskinen Bischof von Visby. Er trat am 26. Mai 2018 aus Altersgründen vom Bischofsamt zurück.